# ドレスデン・サスペンション鉄道

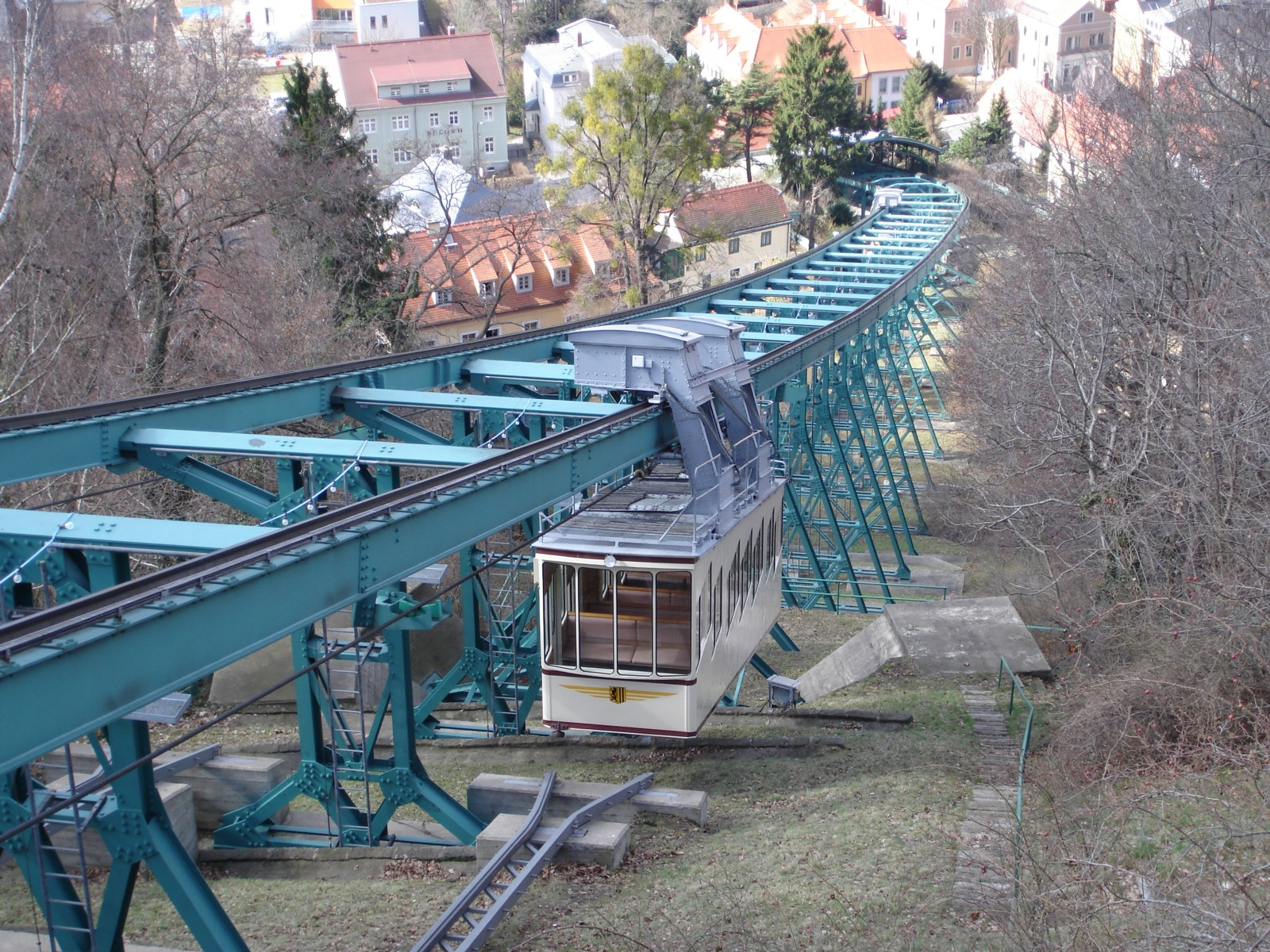
ドレスデン空中鉄道

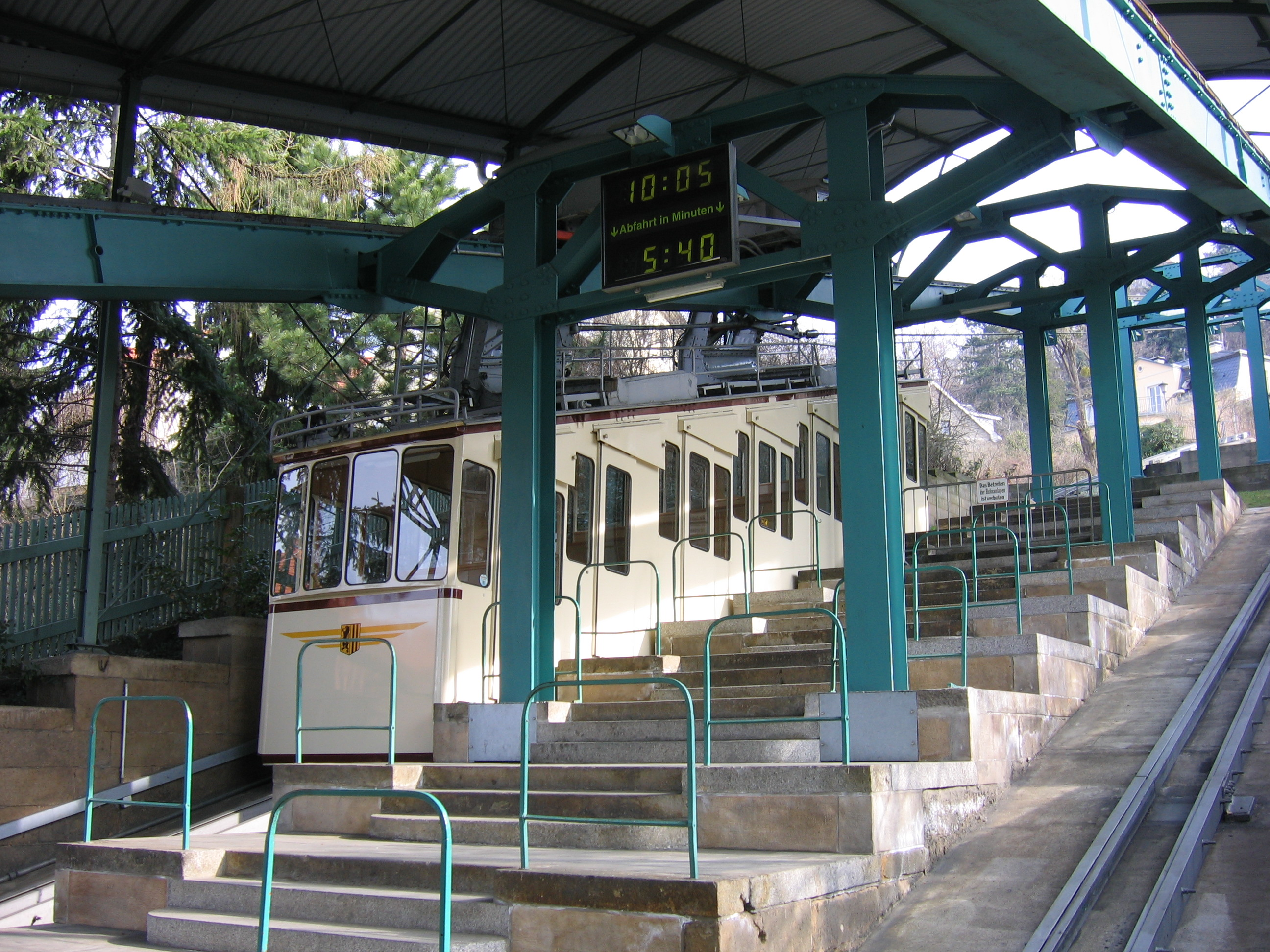
駅での空中鉄道車両

ドレスデン・サスペンション鉄道（ドレスデンサスペンションてつどう、英: Dresden Suspension Railway）またはドレスデン空中鉄道（ドレスデンくうちゅうてつどう、独: Schwebebahn Dresden）は、1901年に開業した、世界で最も古い懸垂式モノレールの1つである。
当鉄道はドイツ連邦共和国のザクセン州ドレスデンにあり、ロシュヴィッツ地区とOberloschwitz（ロッホヴィッツ側）を結んでいる。延長274mの路線であり、33本の脚柱で支えられている。
当鉄道は、以前にヴッパータールのより広範な懸垂鉄道であるヴッパータール・サスペンション鉄道を設計した、オイゲン・ランゲンによって設計された。

## 概要
ドレスデン・サスペンション鉄道は鋼索鉄道としては珍しい懸垂式モノレールとして運行されている。2両の車両は、傾斜の最上部でドラムの周りを回っているケーブルで互いに結び付けられている。
上昇車は、下降車の重量によって丘へ引き上げられており、必要に応じてドラムの電気駆動によって補助される。
設備構成は以下の通り。
- 延長：274 m
- 高さ：84 m
- 最大縦断勾配：39.2 %
- 車両数：2両
- 定員数：40人（1車両当たり）
- 構成：二重懸荷トラック（モノレール）
- 最高速度：2.5 m/s
- 牽引：電気

第二次世界大戦では被害を受けなかったが、設備更新のために1984年から1992年まで営業休止となった。1990年と2002年にも大規模な改修工事が行われており、現在は駅の屋根に新たな展望台がある。
「空中鉄道」は、ドレスデンにある2つの鋼索鉄道の1つであり、他には従来からのドレスデン・ケーブルカーがある。両方の路線は、ドレスデン交通企業体 (DVB) によって運営されており、市内のトラム、バスおよびフェリーの交通網も運営している。